# Villa salebrosa
Villa salebrosa är en tvåvingeart som beskrevs av Joseph Hannum Painter 1926. Villa salebrosa ingår i släktet Villa och familjen svävflugor. Inga underarter finns listade i Catalogue of Life.